# Kız Kulesi

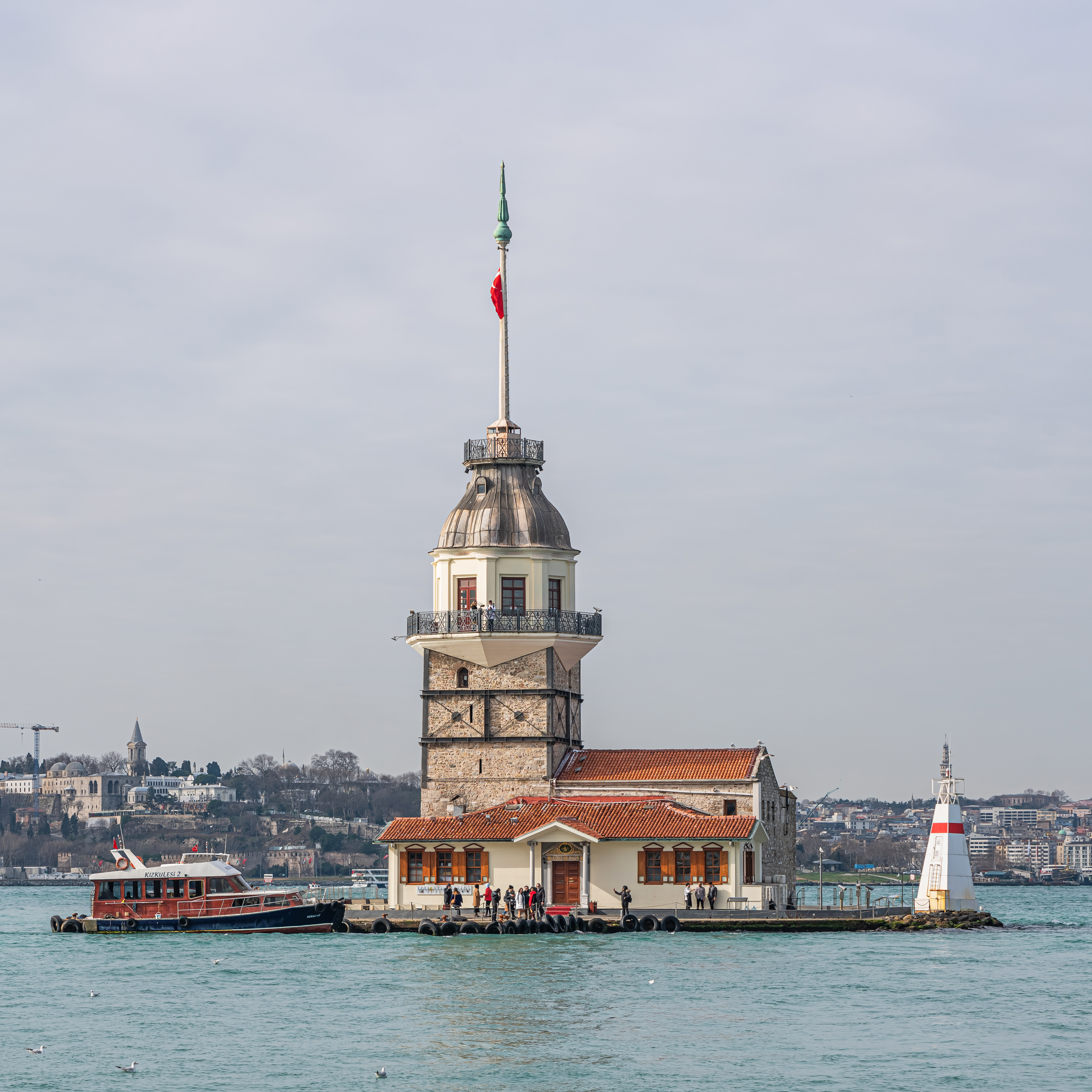
De Kız Kulesi in de Bosporus, erachter het oude centrum van de stad Istanbul, met links de Hagia Sophia en de Blauwe Moskee.

Kız Kulesi, Leandertoren of de Meisjestoren is een toren op een klein eiland in de Bosporus, duidelijk zichtbaar vanuit verschillende wijken in de Turkse stad Istanboel.
Volgens de legende zou de toren gebouwd zijn door een Osmaanse sultan, die zijn dochter erin liet opsluiten. Er was namelijk voorspeld dat de dochter zou sterven op haar 18e verjaardag, en de sultan dacht dat ze in de toren veilig zou zijn. Toch overleed de prinses zoals voorspeld op haar 18e verjaardag, door toedoen van een slangenbeet. De slang had zich verstopt in een mand fruit die de sultan zijn dochter liet brengen op haar verjaardag.
In de toren is een restaurant. De toren komt voor in de James Bondfilm "The world is not enough", waarin James Bond (Pierce Brosnan) door zijn tegenstandster Elektra King (Sophie Marceau) in de toren wordt gevangen gehouden.